# 中堡镇 (兴化市)
中堡镇，是中华人民共和国江苏省泰州市兴化市下辖的一个乡镇级行政单位。

## 行政区划
中堡镇下辖以下地区：
中堡社区、东皋村、陆家甸村、沙湾村、长安庄村、西孤村、东荡庄村、夏宏村、中堡村、龙江村、戚家村、夏李村、朱野村和中堡水产村。